# Ільєнков Евальд Васильович
Е́вальд Васи́льович Ільєнков (18 лютого 1924, Смоленськ — 21 березня 1979, Москва) — радянський філософ, дослідник марксистско-ленінської діалектики. Його роботи присвячені різноманітним питанням марксистської теорії пізнання, природи ідеального, особистості, творчої діяльності, а також педагогіки, етики та естетики. У області історії філософії був дослідником спадщини Б. Спінози і Гегеля, приділяв багато уваги критиці позитивізму. Ідеї Ільєнкова справили великий вплив не тільки на власне філософські дослідження, але і на такі наукові дисципліни, як психологія, де видатний радянський і російський учений В. В. Давидов створив оригінальну концепцію видів узагальнення у навчанні, сполучивши ідеї Е. В. Ільєнкова з традицією Л. С. Виготського. Ідеї Ільєнкова викликали інтерес у ряду сучасних філософів США, Канади, Фінляндії та інших країн. Його роботи видавали у Німеччині, Італії, Великій Британії, Греції, Японії та інших країнах.

## Біографія

### Дитинство та юність
Евальд Ільєнков народився в родині письменника, лауреата Сталінської премії В. П. Ільєнкова і вчительки Єлизавети Іллівни (Ільєнкової). У 1928 році сім'я переїхала до Москви і з 1933 року оселилася в будинку Першого письменницького кооперативу 
У червні 1941 року Ільєнко закінчив московську середню школу № 170, у вересні вступив на філософський факультет МІФЛІ ім. Н. Г. Чернишевського . Разом з інститутом в жовтні-листопаді 1941 року евакуювався в Ашхабад, де продовжив навчання. У грудні 1941 року всі факультети МІФЛІ увійшли до складу МДУ, який також був евакуйований до Ашхабада; в липні 1942 року МДУ переїжджає в Свердловськ . 
У серпні 1942 року Ільєнков був мобілізований у Червону Армію і направлений в Одеське артилерійське училище ім. М. В. Фрунзе в місті Сухий Лог Свердловській області. Після закінчення училища в жовтні 1943 року в званні молодшого лейтенанта направлений на Західний фронт, потім до складу 2-го і 1-го Білоруських фронтів. Командував артилерійським взводом, брав участь в бойових діях на Сандомирському плацдармі, з боями дійшов до Берліна, де зустрів День Перемоги . За бойову доблесть нагороджений орденом Вітчизняної війни II ступеня та медалями. Після закінчення війни до серпня 1945 року служив у складі контингенту радянських військ в Німеччині  . 
У серпні 1945 року Ільєнков отримав відрядження в артилерійський відділ газети «Красная звезда» в Москві, де працював літературним співробітником до лютого 1946 року, коли, демобілізувавшись, закінчив службу в радянській армії. Після цього продовжив навчання на філософському факультеті МГУ, в 1950 року прийнятий в члени КПРС  . На вибір напрямку наукової творчості Ільєнкова великий вплив справив декан філософського факультету МДУ професор Борис Степанович Чернишов. Пізніше Евальд Ільєнков близько спілкувався з академіком Боніфатієм Михайловичем Кедровим, член-кореспондентом АН СРСР, директором Інституту філософії Павлом Васильовичем Копніним, з деканом факультету психології МГУ Олексієм Миколайовичем Леонтьєвим, Петром Яковичем Гальперіним, Василем Васильовичем Давидовим, Феліксом Трохимовичем Михайловим, Владиславом Олександровичем Лекторським. У червні 1950 року Ільєнков закінчив навчання з відзнакою і з рекомендацією в аспірантуру МДУ по кафедрі історії зарубіжної філософії. 
В аспірантурі його науковим керівником став професор Теодор Ілліч Ойзерман, в 1953 році Ільєнков захистив кандидатську дисертацію «Деякі питання матеріалістичної діалектики в роботі К. Маркса "До критики політичної економії"» , що вплинула на виділення діалектичної логіки як напрямки марксистсько-ленінської філософії. У листопаді того ж року Евальд Васильович був прийнятий в сектор діалектичного матеріалізму Інституту філософії АН СРСР на посаду молодшого наукового співробітника, там він пропрацював аж до кінця життя . У 1953 році Ільєнков почав вести на філософському факультеті МГУ спецсемінар, присвячений логіці «Капіталу» Карла Маркса  . На початку 1950-х років Е. В. Ільєнков одружився з Ольгою (Кадрії) Салімова. 

## Основні ідеї

### «Космологія духу»
У своїй ранній роботі «Космологія духу» (середина 50-х рр.), що була написана в аспірантські роки, Е. В. Ільєнков дав чітку відповідь на питання про сенс і мету існування у Всесвіті розумних істот. Згідно гіпотезі Ільєнкова, матір'ю-природою їм призначено протистояти ентропії у Всесвіті і, жертвуючи собою, здійснити повернення вмираючих світів до вихідного, «вогнеподібного» стану. Смерть мислячого духу стає творчим актом народження нового Всесвіту і в ній - інших розумних істот. Ця робота, названа самим Е. Ильенковим «філософсько-поетичною фантасмагорією», перегукується з пізнішим зверненням Ільєнкова до моністичного вчення Б. Спінози про мислення як невід'ємну властивість природи. 

## Спадщина
Проблематика тем, що розроблялися Ильенковим, була продовжена його учнями та однодумцями. Його творчість вивчалася рядом зарубіжних дослідників, провідними фахівцями з теоретичної спадщини Ільєнкова є Веса Ойттінен (Гельсінський університет) і Девід Бакхерст (університет Квінс, Канада). З 1991 року його учнями проводяться щорічні Ільєнковскі читання , в яких беруть участь учені з Німеччини, Фінляндії, Великої Британії, Канади та США. 

## Основні роботи
- К вопросу о природе мышления [Архівовано 27 липня 2019 у Wayback Machine.] (на материалах анализа немецкой классической диалектики). Автореферат докторської дисертації
- Космология духа [Архівовано 22 липня 2019 у Wayback Machine.]
- Диалектика абстрактного и конкретного в «Капитале» К. Маркса [Архівовано 20 липня 2019 у Wayback Machine.]
- Диалектика абстрактного и конкретного в научно-теоретическом мышлении [Архівовано 29 липня 2019 у Wayback Machine.]
- Об идолах и идеалах [Архівовано 24 липня 2019 у Wayback Machine.]
- Диалектика идеального [Архівовано 6 липня 2019 у Wayback Machine.]
- Учитесь мыслить смолоду [Архівовано 3 серпня 2019 у Wayback Machine.]
- Философия и культура [Архівовано 3 серпня 2019 у Wayback Machine.]
- Диалектическая логика. Очерки истории и теории [Архівовано 31 липня 2019 у Wayback Machine.]
- Ленинская диалектика и метафизика позитивизма. М.: Политиздат, 1980.
- Школа должна учить мыслить [Архівовано 23 липня 2019 у Wayback Machine.]